# ミミミユ
ミミミユ（5月2日 - 、宇宙歳）は、日本の女性アイドル。女性アイドルグループ・LUCYのメンバー。MIGMA SHELTERの元メンバーでリーダーを務めた。2022年から2023年までBELLRING少女ハート '22（「美波 未優」（みなみ みゆう）名義）のメンバーを兼任していた。なお、ミミミユ単独でれいゔに出演するときはみみみしぇるたーを名乗っていた。千葉県出身。

## 略歴
アイドルとしてステージに立ったのは2013年5月5日。
2016年4月25日、リーブルエールに研修生「美祐」として加入。正規メンバーに昇格したが、同年10月30日解散。
2017年、BELLRING少女ハートのオーディションに合格。1月後半にBELLRING少女ハートの後継となるThere There TheresとAqbiRec新ユニット（後のMIGMA SHELTER）の振り分けが行われ、新ユニットのメンバーに決定。4月19日初レイヴ。11月25日、リーダーに指名。
MIGMA SHELTERは2018年7月8日をもって活動を一時休止。7月15日よりソロプロジェクト「みみみしぇるたー」始動。みみみしぇるたーは8月19日にブラジルが加入してMIGMA SHELTERとしての活動が再開するまでの期間限定の予定であったが、以後もミミミユが単独で出演する際にはみみみしぇるたー名義で出演している。
また、2018年には「週刊ヤングジャンプ」（集英社）主催「サキドルエースSURVIVAL SEASON9」にノミネート。
2022年1月29日、MIGMA SHELTERとDOTAMAのツーマンライブ「GYRO GROOVE」（clubasia）でMC「ミミノシキュウ」として登場、DOTAMAとMCバトルを行った。また、同年5月2日、ミミミユ生誕レイヴ「ROOM 4 EVIL」（LIQUIDROOM）では、ミミノシキュウの元ネタであるハハノシキュウとバトルを行っている。
2022年4月8日、2022年限定でBELLRING少女ハート '22のメンバー・美波未優としても活動することを発表。5月21日、生誕レイヴで発表されたソロでの楽曲（「Inner Down」「DIVA」）が配信開始。
2023年1月8日、BELLRING少女ハート '22の活動を終了。
2023年11月22日、ワンマンレイヴ「一体ミちゃん、これからどうなっちゃうの～!?」（新宿BLAZE）をもってMIGMA SHELTERを卒業。
2024年9月21日、LUCYのメンバーとしてプレデビュー。
2025年6月28日のLUCY主催公演「DREAM IN DREAM」をもってユウ華、ウユカノンとともにグループを脱退。

## 楽曲
- Inner Down（2022年5月21日配信開始）

1. Inner Down（2022年5月1日初披露[11]）
2. Diva（2021年9月12日初披露[17]）

## れいゔ・イベント
| 公演日         | 公演名                                                                             | 会場               | 備考 |
| -------------- | ---------------------------------------------------------------------------------- | ------------------ | --- |
| 2018年2月26日  | ライブアイドルのリーダー論                                                         | 高円寺パンディット | トークイベント。共演：柿崎李咲（NECRONOMIDOL）、桐生ちあり（Summer Rocket）、楠芽瑠（xoxo(Kiss&Hug) EXTREME）、大坪ケムタ（進行）                                    |
| 2018年7月15日  | DDD〜Discovery iDol Depot〜                                                        | 白金高輪SELENE b2  | ※みみみしぇるたー初れいゔ |
| 2018年7月16日  | みみがけでびかめるる                                                               | 渋谷VUENOS         | 共演：二丁目の魁カミングアウト、Devil ANTHEM.、校庭カメラアクトレス、グーグールル                                                                                    |
| 2018年8月18日  | PERFECT MUSIC presents PERFECTION! vol.2                                           | 新宿BLAZE          | ※みみみしぇるたー+MIGMA SHELTERとして出演。ブラジルお披露目。 |
| 2018年9月28日  | BAD mole SURFERS DAY1                                                              | sound lab mole     | 共演：恋汐りんご、DJ陽気なゴッドサマーズ、おやすみホログラム、フィロソフィーのダンス、ミルクス本物                                                                   |
| 2018年11月12日 | Sneak kill                                                                         | 渋谷WWW            | ※ファッションショーに出演 |
| 2018年12月23日 | shibuya noches                                                                     | 渋谷VUENOS         | ※ブラジル体調不良のため急遽みみみしぇるたーとして出演。共演：さきどり発進局、パンダみっく                                                                            |
| 2019年1月19日  | AqbiRec×Leadi Presents HERE HERE HERES×others supported by みみみしぇるたー&POMERO | 新宿dues           | 共演：HERE HERE HERES、otheres、POMERO |
| 2019年3月10日  | 藤宮コマチ生誕「まちまちこまち にじゅういち」                                      | 青山月見ル君想フ   | 共演：藤宮コマチ、グーグールル、RHYMEBERRY、・・・・・・・・・、平澤芽衣                                                                                             |
| 2019年5月29日  | ワンダランリボン vol.2                                                             | 高円寺HIGH         | 共演：エレクトリックリボン、SAKA-SAMA、D'yerMak'er?、Dorothy Little Happy                                                                                            |
| 2019年11月1日  | エクストロメ DISTORTED night!                                                      | 渋谷Glad           | 共演：おやすみホログラム、グーグールル、RAY |
| 2019年12月9日  | choir loft -アナスィ〜★スペシャル-                                                 | 新宿LOFT           | 共演：NaNoMoRaL、RAY、シバノソウとthat's all folks、ヤなことそっとミュート                                                                                           |
| 2019年12月21日 | ひとでなしの鬼                                                                     | LOFT9 Shibuya      | ※単独イベント。ゲスト：田中紘治 |
| 2020年1月17日  | エクストロメ!! MAXIMUM JOY                                                         | 渋谷Glad           | 共演：Malcolm Mask McLaren、アンスリューム |
| 2020年1月28日  | SAKAMICHI TALK                                                                     | 阿佐ヶ谷ロフトA    | ミミミユが出演。共演：西井万理那、南一花、ゑりかちゃんべいびー |
| 2020年3月7日   | 藤宮コマチ生誕「18→22」                                                            | 代官山UNIT         | 藤宮コマチ、平澤芽衣とのコラボユニットで出演。共演：グーグールル、NILKLY、二丁目の魁カミングアウト、meme tokyo（新型コロナウイルス感染症の影響により出演キャンセル） |
| 2020年7月23日  | 藤宮コマチ卒業・ぐるぐる★プロムナイト！                                            | （無観客配信）     | ミミミユが藤宮コマチとのユニット、およびみみみしぇるたーとして出演。共演：グーグールル、NILKLY                                                                       |
| 2020年9月5日   | 平澤芽衣＆小林潤 ダブル生誕・配信ライヴ「Happy Unbirthday」                        | （無観客配信）     | 共演：NILKLY、ようなぴ |
| 2021年1月17日  | 緊急開催!!エクストロメ!!                                                           | clubasia           | 共演：小林潤、Ringwanderung、SAKA-SAMA、nuance |
| 2022年1月19日  | NILKLY & yumegiwa last girl「RELEASE EVENT!!」                                     | 新宿LOFT           | 共演：NILKLY、yumegiwa last girl、美味しい曖昧 |
| 2022年2月12日  | "南波一海のヒアヒア" -ミミミユさんの場合-                                          | LOFT9 Shibuya      | ※トークイベント |
| 2022年2月21日  | エクストロメ!!                                                                     | 新宿LOFT           | 共演：代代代、NILKLY、マニマニ、SPECIAL CHEESE MENU |
| 2022年2月23日  | 223 party                                                                          | Spotify O-Crest    | 共演：あんちろちー、airattic |
| 2022年12月13日 | エクストロメ!! presents Malcolm Mask McLarenリリースパーティー                     | 新宿LOFT           | 共演：Malcolm Mask McLaren、situasion、キングサリ、タマネ |
| 2023年11月30日 | ミミミユ・卒業記念トーク                                                           | LOFT9 Shibuya      | |